# Either/Or
Either/Or er et album af den amerikanske sangskriver Elliott Smith. Det blev udgivet i februar 1997 og var det album der sikrede ham hans store gennembrud. Titlen er taget fra den danske filosof Søren Kierkegaards værk af samme navn. Sangene "Between The Bars", "Angeles" og "Say Yes" blev brugt i Gus Van Sants film Good Will Hunting.

## Spor
1. "Speed Trials"
2. "Alameda"
3. "Ballad Of Big Nothing"
4. "Between The Bars"
5. "Pictures Of Me"
6. "No Name #5"
7. "Rose Parade"
8. "Punch And Judy"
9. "Angeles"
10. "Cupid's Trick"
11. "2.45 AM"
12. "Say Yes"